# Ronde van Drenthe for kvinder 2021
Ronde van Drenthe for kvinder 2021 var den 14. udgave af det hollandske cykelløb Ronde van Drenthe for kvinder. Det skulle efter planen været kørt den 14. marts 2021 med mål i Hoogeveen i provinsen Drenthe. Løbet var planlagt som det andet arrangement på UCI Women's World Tour 2021. I oktober 2020 anmodede løbsarrangøren UCI om at flytte løbet til oktober 2021 på grund af coronaviruspandemien. I december blev det endegyldigt besluttet at løbet ikke blev kørt i marts, og man nu undersøgte en ny dato senere på året. Løbet fik tildelt den 23. oktober som ny dato. Den oprindelige 14. udgave blev i 2020 aflyst på grund af coronaviruspandemien.

## Resultater
| \| Samlede stilling \| Samlede stilling \| Samlede stilling \| Samlede stilling \| Samlede stilling \| \| Rytter \| Rytter \| Hold \| Tid \| \| \| ---------------- \| ------------------- \| ------------------------- \| ---------------- \| ---------------- \| \| 1. \| Lorena Wiebes \| Team DSM \| 4t 07' 34" \| \| \| 2. \| Elena Cecchini \| SD Worx \| + 0" \| \| \| 3. \| Eleonora Gasparrini \| Valcar-Travel & Service \| + 0" \| \| \| 4. \| Elise Chabbey \| Canyon-SRAM Racing \| + 0" \| \| \| 5. \| Floortje Mackaij \| Team DSM \| + 0" \| \| \| 6. \| Georgi Pfeiffer \| Team DSM \| + 0" \| \| \| 7. \| Franziska Koch \| Team DSM \| + 6" \| \| \| 8. \| Susanne Andersen \| Team DSM \| + 1' 15" \| \| \| 9. \| Chiara Consonni \| Valcar-Travel & Service \| + 1' 15" \| \| \| 10. \| Nina Kessler \| Tibco-Silicon Valley Bank \| + 1' 15" \| \| |                     |                           |            |
| |                     |                           |            |
| Kilder: ProCyclingStats Cycling Quotient |                     |                           |            |
| Samlede stilling |                     |                           |            |
| Rytter | Rytter              | Hold                      | Tid        |
| 1. | Lorena Wiebes       | Team DSM                  | 4t 07' 34" |
| 2. | Elena Cecchini      | SD Worx                   | + 0"       |
| 3. | Eleonora Gasparrini | Valcar-Travel & Service   | + 0"       |
| 4. | Elise Chabbey       | Canyon-SRAM Racing        | + 0"       |
| 5. | Floortje Mackaij    | Team DSM                  | + 0"       |
| 6. | Georgi Pfeiffer     | Team DSM                  | + 0"       |
| 7. | Franziska Koch      | Team DSM                  | + 6"       |
| 8. | Susanne Andersen    | Team DSM                  | + 1' 15"   |
| 9. | Chiara Consonni     | Valcar-Travel & Service   | + 1' 15"   |
| 10. | Nina Kessler        | Tibco-Silicon Valley Bank | + 1' 15"   |

## Hold og ryttere
| translation for headoftableIII_translate index 58 not found (7)- Alé BTC Ljubljana - Team BikeExchange - Canyon-SRAM Racing - Team DSM - Liv Racing - SD Worx - Trek-Segafredo UCI Women's Kontinentalhold (9)- Andy Schleck-CP NVST-Immo Losch - Bingoal Casino-Chevalmeire - Bizkaia-Durango - GT Krush Tunap - Jumbo-Visma - NXTG Racing - Parkhotel Valkenburg - Team Tibco-Silicon Valley Bank - Valcar-Travel & Service |
| |

### Startliste
| Alé BTC Ljubljana ALE | Alé BTC Ljubljana ALE          | Alé BTC Ljubljana ALE |
| --------------------- | ------------------------------ | --------------------- |
| Nr.                   | Rytter                         | Placering             |
| 1                     | Alessia Patuelli (ITA)         | DNF                   |
| 2                     | Maaike Boogaard (NED)          | 54.                   |
| 3                     | Eugenia Bujak (SLO) (landevej) | 22.                   |
| 5                     | Laura Tomasi (ITA)             | DNF                   |

| SD Worx SDW | SD Worx SDW                        | SD Worx SDW |
| ----------- | ---------------------------------- | ----------- |
| Nr.         | Rytter                             | Placering   |
| 11          | Elena Cecchini (ITA)               | 2.          |
| 12          | Chantal van den Broek-Blaak (NED)  | 21.         |
| 13          | Roxane Fournier (FRA)              | 39.         |
| 14          | Christine Majerus (LUX) (landevej) | 38.         |
| 15          | Demi Vollering (NED)               | 26.         |
| 16          | Lonneke Uneken (NED)               | 19.         |

| Trek-Segafredo TFS | Trek-Segafredo TFS        | Trek-Segafredo TFS |
| ------------------ | ------------------------- | ------------------ |
| Nr.                | Rytter                    | Placering          |
| 31                 | Lauretta Hanson (AUS)     | DNF                |
| 32                 | Audrey Cordon-Ragot (FRA) | 17.                |
| 34                 | Chloe Hosking (AUS)       | 29.                |
| 36                 | Ellen van Dijk (NED)      | DNF                |

| Liv Racing LIV | Liv Racing LIV         | Liv Racing LIV |
| -------------- | ---------------------- | -------------- |
| Nr.            | Rytter                 | Placering      |
| 42             | Alison Jackson (CAN)   | 11.            |
| 43             | Marta Jaskulska (POL)  | 35.            |
| 44             | Sofia Bertizzolo (ITA) | 25.            |
| 46             | Evy Kuijpers (NED)     | 50.            |

| Canyon-SRAM Racing CSR | Canyon-SRAM Racing CSR | Canyon-SRAM Racing CSR |
| ---------------------- | ---------------------- | ---------------------- |
| Nr.                    | Rytter                 | Placering              |
| 61                     | Alice Barnes (GBR)     | 20.                    |
| 63                     | Neve Bradbury (AUS)    | DNF                    |
| 64                     | Ella Harris (NZL)      | 18.                    |
| 65                     | Elise Chabbey (SUI)    | 4.                     |
| 66                     | Hannah Ludwig (GER)    | 41.                    |

| Team BikeExchange BEX | Team BikeExchange BEX      | Team BikeExchange BEX |
| --------------------- | -------------------------- | --------------------- |
| Nr.                   | Rytter                     | Placering             |
| 71                    | Jessica Allen (AUS)        | DNF                   |
| 72                    | Janneke Ensing (NED)       | 55.                   |
| 73                    | Teniel Campbell (TTO)      | 53.                   |
| 75                    | Sarah Roy (AUS) (landevej) | 13.                   |
| 76                    | Moniek Tenniglo (NED)      | DNF                   |

| Team DSM DSM | Team DSM DSM                     | Team DSM DSM |
| ------------ | -------------------------------- | ------------ |
| Nr.          | Rytter                           | Placering    |
| 81           | Susanne Andersen (NOR)           | 8.           |
| 82           | Georgi Pfeiffer (GBR) (landevej) | 6.           |
| 83           | Megan Jastrab (USA)              | 32.          |
| 84           | Franziska Koch (GER)             | 7.           |
| 85           | Floortje Mackaij (NED)           | 5.           |
| 86           | Lorena Wiebes (NED)              | 1.           |

| Jumbo-Visma Women Team TJV | Jumbo-Visma Women Team TJV | Jumbo-Visma Women Team TJV |
| -------------------------- | -------------------------- | -------------------------- |
| Nr.                        | Rytter                     | Placering                  |
| 91                         | Romy Kasper (GER)          | 15.                        |
| 92                         | Anouska Koster (NED)       | 24.                        |
| 94                         | Teuntje Beekhuis (NED)     | 52.                        |
| 95                         | Karlijn Swinkels (NED)     | 23.                        |

| Valcar-Travel & Service VAL | Valcar-Travel & Service VAL | Valcar-Travel & Service VAL |
| --------------------------- | --------------------------- | --------------------------- |
| Nr.                         | Rytter                      | Placering                   |
| 101                         | Silvia Magri (ITA)          | 43.                         |
| 102                         | Ilaria Sanguineti (ITA)     | 31.                         |
| 103                         | Chiara Consonni (ITA)       | 9.                          |
| 104                         | Eleonora Gasparrini (ITA)   | 3.                          |
| 105                         | Elizabeth Stannard (AUS)    | 49.                         |
| 106                         | Margaux Vigie (FRA)         | 33.                         |

| Tibco-Silicon Valley Bank TIB | Tibco-Silicon Valley Bank TIB | Tibco-Silicon Valley Bank TIB |
| ----------------------------- | ----------------------------- | ----------------------------- |
| Nr.                           | Rytter                        | Placering                     |
| 111                           | Eva Buurman (NED)             | DNF                           |
| 113                           | Veronica Ewers (USA)          | 27.                           |
| 114                           | Kristen Faulkner (USA)        | DNF                           |
| 115                           | Nina Kessler (NED)            | 10.                           |
| 116                           | Nicole Frain (AUS)            | 47.                           |

| Parkhotel Valkenburg PHV | Parkhotel Valkenburg PHV  | Parkhotel Valkenburg PHV |
| ------------------------ | ------------------------- | ------------------------ |
| Nr.                      | Rytter                    | Placering                |
| 121                      | Mischa Bredewold (NED)    | 16.                      |
| 122                      | Lieke Nooijen (NED)       | DNF                      |
| 123                      | Kirstie van Haaften (NED) | 30.                      |
| 124                      | Femke Gerritse (NED)      | 37.                      |
| 125                      | Femke Markus (NED)        | 28.                      |
| 126                      | Amber van der Hulst (NED) | 12.                      |

| Andy Schleck-CP NVST-Immo Losch ASC | Andy Schleck-CP NVST-Immo Losch ASC | Andy Schleck-CP NVST-Immo Losch ASC |
| ----------------------------------- | ----------------------------------- | ----------------------------------- |
| Nr.                                 | Rytter                              | Placering                           |
| 131                                 | Nina Berton (LUX)                   | DNF                                 |
| 133                                 | Claire Faber (LUX)                  | DNF                                 |
| 134                                 | Stella Nightingale (NZL)            | DNF                                 |
| 135                                 | Bronwyn Macgregor (NZL)             | 46.                                 |
| 136                                 | Sandra Weiss (SUI)                  | 44.                                 |

| NXTG Racing NXG | NXTG Racing NXG           | NXTG Racing NXG |
| --------------- | ------------------------- | --------------- |
| Nr.             | Rytter                    | Placering       |
| 151             | Cathalijne Hoolwerf (NED) | DNF             |
| 153             | Britt Knaven (BEL)        | 36.             |
| 154             | Ilse Pluimers (NED)       | 45.             |
| 155             | Charlotte Kool (NED)      | 14.             |
| 156             | Maud Rijnbeek (NED)       | 42.             |

| GT Krush Tunap BPC | GT Krush Tunap BPC     | GT Krush Tunap BPC |
| ------------------ | ---------------------- | ------------------ |
| Nr.                | Rytter                 | Placering          |
| 161                | Marissa Baks (NED)     | 51.                |
| 162                | Daniek Hengeveld (NED) | 48.                |
| 163                | Melanie Klement (NED)  | DNF                |
| 164                | Quinty Ton (NED)       | DNF                |
| 166                | Nienke Wasmus (NED)    | 56.                |

| Bizkaia-Durango BDP | Bizkaia-Durango BDP     | Bizkaia-Durango BDP |
| ------------------- | ----------------------- | ------------------- |
| Nr.                 | Rytter                  | Placering           |
| 171                 | Sandra Alonso (ESP)     | 34.                 |
| 172                 | Daniela Campos (POR)    | DNF                 |
| 173                 | Marina Garau Roca (ESP) | DNF                 |
| 174                 | Ariana Gilabert (ESP)   | DNF                 |
| 176                 | Aileen Schweikart (GER) | 40.                 |

| Alé BTC Ljubljana ALE | Alé BTC Ljubljana ALE          | Alé BTC Ljubljana ALE |
| --------------------- | ------------------------------ | --------------------- |
| Nr.                   | Rytter                         | Placering             |
| 1                     | Alessia Patuelli (ITA)         | DNF                   |
| 2                     | Maaike Boogaard (NED)          | 54.                   |
| 3                     | Eugenia Bujak (SLO) (landevej) | 22.                   |
| 5                     | Laura Tomasi (ITA)             | DNF                   |

| SD Worx SDW | SD Worx SDW                        | SD Worx SDW |
| ----------- | ---------------------------------- | ----------- |
| Nr.         | Rytter                             | Placering   |
| 11          | Elena Cecchini (ITA)               | 2.          |
| 12          | Chantal van den Broek-Blaak (NED)  | 21.         |
| 13          | Roxane Fournier (FRA)              | 39.         |
| 14          | Christine Majerus (LUX) (landevej) | 38.         |
| 15          | Demi Vollering (NED)               | 26.         |
| 16          | Lonneke Uneken (NED)               | 19.         |

| Trek-Segafredo TFS | Trek-Segafredo TFS        | Trek-Segafredo TFS |
| ------------------ | ------------------------- | ------------------ |
| Nr.                | Rytter                    | Placering          |
| 31                 | Lauretta Hanson (AUS)     | DNF                |
| 32                 | Audrey Cordon-Ragot (FRA) | 17.                |
| 34                 | Chloe Hosking (AUS)       | 29.                |
| 36                 | Ellen van Dijk (NED)      | DNF                |

| Liv Racing LIV | Liv Racing LIV         | Liv Racing LIV |
| -------------- | ---------------------- | -------------- |
| Nr.            | Rytter                 | Placering      |
| 42             | Alison Jackson (CAN)   | 11.            |
| 43             | Marta Jaskulska (POL)  | 35.            |
| 44             | Sofia Bertizzolo (ITA) | 25.            |
| 46             | Evy Kuijpers (NED)     | 50.            |

| Canyon-SRAM Racing CSR | Canyon-SRAM Racing CSR | Canyon-SRAM Racing CSR |
| ---------------------- | ---------------------- | ---------------------- |
| Nr.                    | Rytter                 | Placering              |
| 61                     | Alice Barnes (GBR)     | 20.                    |
| 63                     | Neve Bradbury (AUS)    | DNF                    |
| 64                     | Ella Harris (NZL)      | 18.                    |
| 65                     | Elise Chabbey (SUI)    | 4.                     |
| 66                     | Hannah Ludwig (GER)    | 41.                    |

| Team BikeExchange BEX | Team BikeExchange BEX      | Team BikeExchange BEX |
| --------------------- | -------------------------- | --------------------- |
| Nr.                   | Rytter                     | Placering             |
| 71                    | Jessica Allen (AUS)        | DNF                   |
| 72                    | Janneke Ensing (NED)       | 55.                   |
| 73                    | Teniel Campbell (TTO)      | 53.                   |
| 75                    | Sarah Roy (AUS) (landevej) | 13.                   |
| 76                    | Moniek Tenniglo (NED)      | DNF                   |

| Team DSM DSM | Team DSM DSM                     | Team DSM DSM |
| ------------ | -------------------------------- | ------------ |
| Nr.          | Rytter                           | Placering    |
| 81           | Susanne Andersen (NOR)           | 8.           |
| 82           | Georgi Pfeiffer (GBR) (landevej) | 6.           |
| 83           | Megan Jastrab (USA)              | 32.          |
| 84           | Franziska Koch (GER)             | 7.           |
| 85           | Floortje Mackaij (NED)           | 5.           |
| 86           | Lorena Wiebes (NED)              | 1.           |

| Jumbo-Visma Women Team TJV | Jumbo-Visma Women Team TJV | Jumbo-Visma Women Team TJV |
| -------------------------- | -------------------------- | -------------------------- |
| Nr.                        | Rytter                     | Placering                  |
| 91                         | Romy Kasper (GER)          | 15.                        |
| 92                         | Anouska Koster (NED)       | 24.                        |
| 94                         | Teuntje Beekhuis (NED)     | 52.                        |
| 95                         | Karlijn Swinkels (NED)     | 23.                        |

| Valcar-Travel & Service VAL | Valcar-Travel & Service VAL | Valcar-Travel & Service VAL |
| --------------------------- | --------------------------- | --------------------------- |
| Nr.                         | Rytter                      | Placering                   |
| 101                         | Silvia Magri (ITA)          | 43.                         |
| 102                         | Ilaria Sanguineti (ITA)     | 31.                         |
| 103                         | Chiara Consonni (ITA)       | 9.                          |
| 104                         | Eleonora Gasparrini (ITA)   | 3.                          |
| 105                         | Elizabeth Stannard (AUS)    | 49.                         |
| 106                         | Margaux Vigie (FRA)         | 33.                         |

| Tibco-Silicon Valley Bank TIB | Tibco-Silicon Valley Bank TIB | Tibco-Silicon Valley Bank TIB |
| ----------------------------- | ----------------------------- | ----------------------------- |
| Nr.                           | Rytter                        | Placering                     |
| 111                           | Eva Buurman (NED)             | DNF                           |
| 113                           | Veronica Ewers (USA)          | 27.                           |
| 114                           | Kristen Faulkner (USA)        | DNF                           |
| 115                           | Nina Kessler (NED)            | 10.                           |
| 116                           | Nicole Frain (AUS)            | 47.                           |

| Parkhotel Valkenburg PHV | Parkhotel Valkenburg PHV  | Parkhotel Valkenburg PHV |
| ------------------------ | ------------------------- | ------------------------ |
| Nr.                      | Rytter                    | Placering                |
| 121                      | Mischa Bredewold (NED)    | 16.                      |
| 122                      | Lieke Nooijen (NED)       | DNF                      |
| 123                      | Kirstie van Haaften (NED) | 30.                      |
| 124                      | Femke Gerritse (NED)      | 37.                      |
| 125                      | Femke Markus (NED)        | 28.                      |
| 126                      | Amber van der Hulst (NED) | 12.                      |

| Andy Schleck-CP NVST-Immo Losch ASC | Andy Schleck-CP NVST-Immo Losch ASC | Andy Schleck-CP NVST-Immo Losch ASC |
| ----------------------------------- | ----------------------------------- | ----------------------------------- |
| Nr.                                 | Rytter                              | Placering                           |
| 131                                 | Nina Berton (LUX)                   | DNF                                 |
| 133                                 | Claire Faber (LUX)                  | DNF                                 |
| 134                                 | Stella Nightingale (NZL)            | DNF                                 |
| 135                                 | Bronwyn Macgregor (NZL)             | 46.                                 |
| 136                                 | Sandra Weiss (SUI)                  | 44.                                 |

| NXTG Racing NXG | NXTG Racing NXG           | NXTG Racing NXG |
| --------------- | ------------------------- | --------------- |
| Nr.             | Rytter                    | Placering       |
| 151             | Cathalijne Hoolwerf (NED) | DNF             |
| 153             | Britt Knaven (BEL)        | 36.             |
| 154             | Ilse Pluimers (NED)       | 45.             |
| 155             | Charlotte Kool (NED)      | 14.             |
| 156             | Maud Rijnbeek (NED)       | 42.             |

| GT Krush Tunap BPC | GT Krush Tunap BPC     | GT Krush Tunap BPC |
| ------------------ | ---------------------- | ------------------ |
| Nr.                | Rytter                 | Placering          |
| 161                | Marissa Baks (NED)     | 51.                |
| 162                | Daniek Hengeveld (NED) | 48.                |
| 163                | Melanie Klement (NED)  | DNF                |
| 164                | Quinty Ton (NED)       | DNF                |
| 166                | Nienke Wasmus (NED)    | 56.                |

| Bizkaia-Durango BDP | Bizkaia-Durango BDP     | Bizkaia-Durango BDP |
| ------------------- | ----------------------- | ------------------- |
| Nr.                 | Rytter                  | Placering           |
| 171                 | Sandra Alonso (ESP)     | 34.                 |
| 172                 | Daniela Campos (POR)    | DNF                 |
| 173                 | Marina Garau Roca (ESP) | DNF                 |
| 174                 | Ariana Gilabert (ESP)   | DNF                 |
| 176                 | Aileen Schweikart (GER) | 40.                 |